# Roman Kłosowski

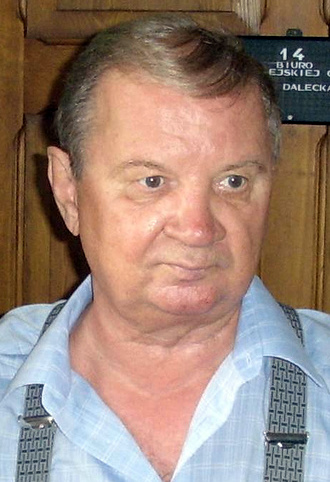
Roman Kłosowski

Roman Kłosowski (* 14. Februar 1929 in Biała Podlaska, Zweite Polnische Republik; † 11. Juni 2018 in Łódź, Polen) war ein polnischer Schauspieler.

## Beruflicher Werdegang
1953 absolvierte Roman Kłosowski die Theaterhochschule in Warschau. In den Jahren 1953–1955 wirkte er als Schauspieler in den Theatern in Stettin. Seit 1955 war er Schauspieler in einigen Theatern in Warschau. 1976–1981 war er Direktor von Teatr Powszechny in Warschau.

## Filmografie (Auswahl)
- 1953: Celuloza
- 1956: Der Mann auf den Schienen (Człowiek na torze)
- 1957: Eroica (Eroica – Symfonia bohaterska w dwóch częściach)
- 1958: Eva will schlafen (Ewa chce spać)
- 1958: Baza ludzi umarłych
- 1964: Der erste Tag der Freiheit (Pierwszy dzień wolności)
- 1970: Die schwarze Fontäne (Dziura w ziemi)
- 1976: Czy jest tu panna na wydaniu
- 1980: Ich liebe, du liebst (Ja milujem, ty milujes)
- 1981: Wielka majówka
- 1985: Die Kinder vom Mühlental (Urwisy z Doliny Młynów)
- 1986: Big Bang
- 1987: Koniec sezonu na lody
- 1990: Kramarz
- 1996: Dzień wielkiej ryby
- 2002: Rób swoje ryzyko jest twoje
- 2004: Atrakcyjny pozna panią
- 2008: Jeszcze nie wieczór
- 2009: Ojciec Mateusz